# Правоохоронні органи в Грузії

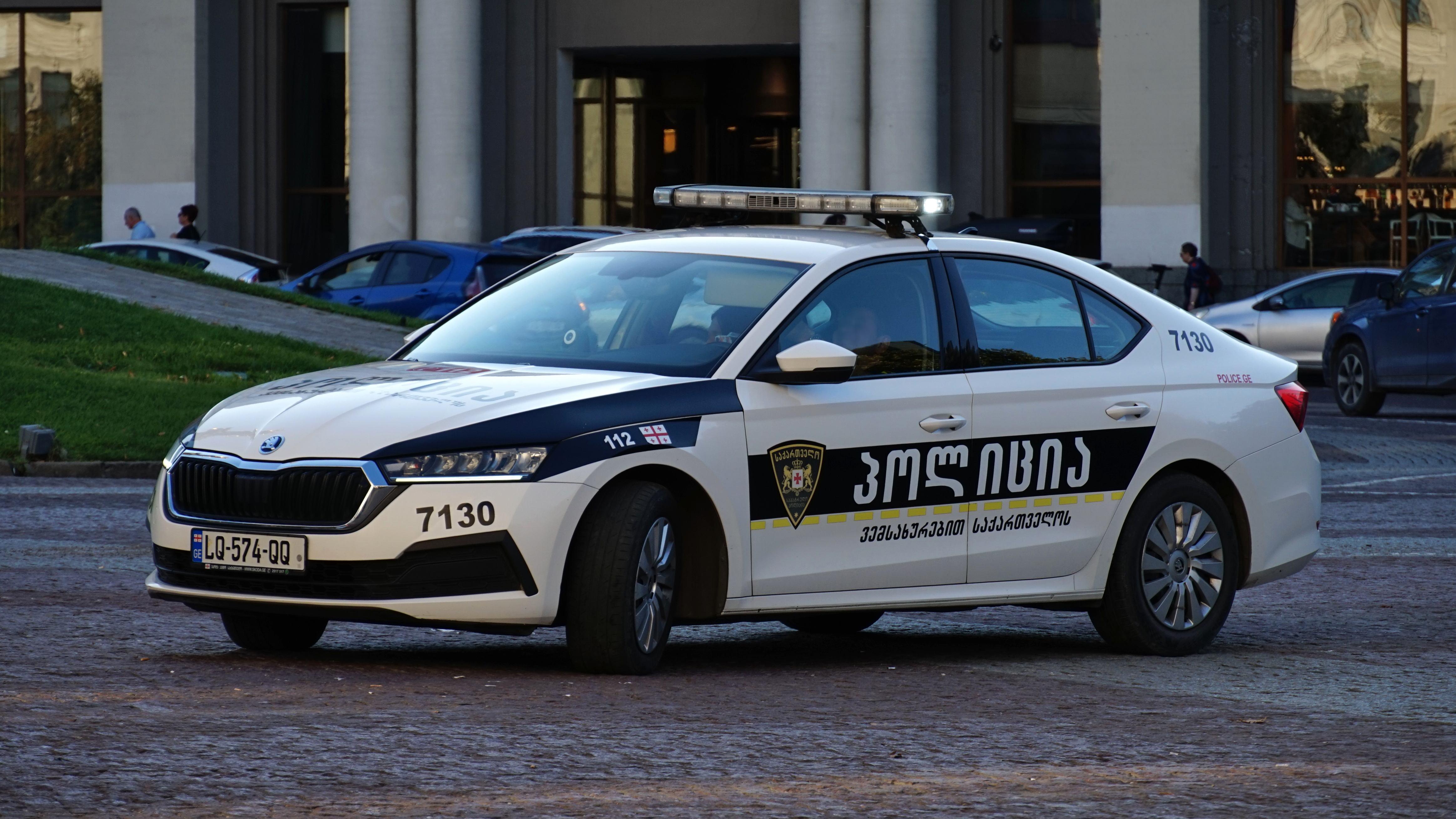
Патрульний автомобіль грузинської поліції Škoda Octavia IV.

Охорону правопорядку в Грузії здійснює Міністерство внутрішніх справ Грузії. Зараз в країні існує понад 42 тисячі зареєстрованих поліцейських.

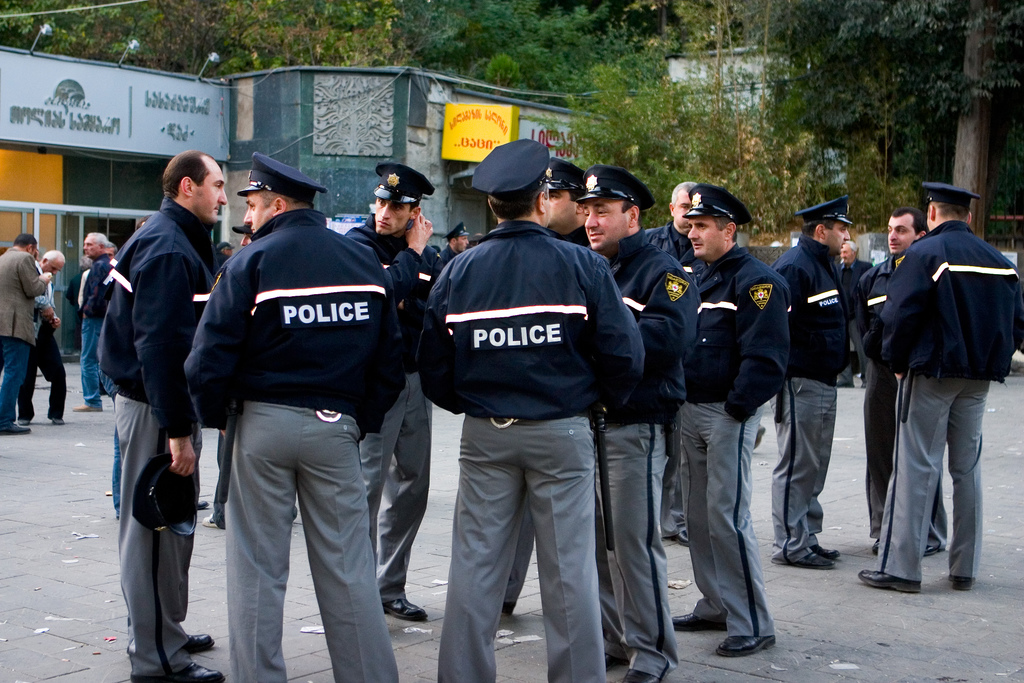
Грузинські поліцейські в Тбілісі в листопаді 2007 року.

У 2004 році грузинська поліція запровадила екстрену диспетчерську службу 022. З 2017 року з'явилась можливість зв'язатися з поліцією Грузії за допомогою номеру екстреної служби 112.

## Транспортні засоби
- Шкода Октавія
- Шкода Рапід
- Mitsubishi Outlander
- Toyota Hilux
- Тойота Королла
- Мітсубісі Л200
- Міцубісі Кольт
- Ford Police Interceptor Sedan
- Утиліта Ford Police Interceptor
- Honda Insight
- Hyundai Ioniq
- Hyundai Getz
- Hyundai H-1
- BMW E60 M5
- BMW F10 M5

## Зброя
Явуз 16

## Реструктуризація
У середині 2000-х Департамент патрульної поліції МВС Грузії зазнав радикальної трансформації. У 2005 році президент Грузії Міхеіл Саакашвілі через корупцію звільнив «усю дорожню поліцію» Грузинської національної поліції, яка налічувала близько 30 000 поліцейських.
Новий особистий склад був побудований з новобранців. Бюро Державного департаменту Сполучених Штатів Америки з питань боротьби з наркотиками та правоохоронних органів надало допомогу в навчанні. Вперше Патрулі був представлений влітку 2005 року замість співробітників ДАІ, яких звинувачували в корупції.
Під час реформування міліціонерам дарували нові автомобілі «Фольксваген» і темно-синю форму з написом «Поліція» на спині. Вони були озброєні ізраїльськими пістолетами Jericho-941SFL замість ПМ.
Відеопідрозділ із навчання правоохоронних органів Грузії (GIETVU) працює над вдосконаленням методів навчання співробітників імміграційних правоохоронних органів.
У 2009 році Державний департамент США запустив міжнародну програму Держдепартаменту США з боротьби з наркотиками та правоохоронною діяльністю «Програма обміну між Джорджією та Грузією», забезпечуючи грузинським поліцейським курси навчання в штаті Джорджія. У червні того ж року Сполучені Штати виділили 20 мільйонів доларів на ці курси.